# JavaBeans
Не путать с Enterprise JavaBeans.
JavaBeans — классы в языке Java, написанные по определённым правилам. Они используются для объединения нескольких объектов в один (англ. bean — фасоль, кофейное зерно) для удобной передачи данных.
Спецификация Sun Microsystems определяет JavaBeans как повторно используемые программные компоненты, которыми можно управлять, используя графические конструкторы и средства IDE.
JavaBeans обеспечивают основу для многократно используемых, встраиваемых и модульных компонентов ПО. Компоненты JavaBeans могут принимать различные формы, но наиболее широко они применяются в элементах графического пользовательского интерфейса. Одна из целей создания JavaBeans — взаимодействие с похожими компонентными структурами. Например, Windows-программа, при наличии соответствующего моста или объекта-обёртки, может использовать компонент JavaBeans так, будто бы он является компонентом COM или ActiveX.

## Правила описания JavaBean
Чтобы класс мог работать как bean, он должен соответствовать определённым соглашениям об именах методов, конструкторе и поведении. Эти соглашения дают возможность создания инструментов, которые могут использовать, замещать и соединять JavaBeans.
Правила описания гласят:
- Класс должен иметь конструктор без параметров, с модификатором доступа public. Такой конструктор позволяет инструментам создать объект без дополнительных сложностей с параметрами.
- Свойства класса должны быть доступны через get, set и другие методы (так называемые методы доступа), которые должны подчиняться стандартному соглашению об именах. Это легко позволяет инструментам автоматически определять и обновлять содержание bean’ов. Многие инструменты даже имеют специализированные редакторы для различных типов свойств.
- Класс должен быть сериализуем. Это даёт возможность надёжно сохранять, хранить и восстанавливать состояние bean независимым от платформы и виртуальной машины способом.
- Класс должен иметь переопределенные методы equals(), hashCode() и toString().

Так как требования в основном изложены в виде соглашения, а не интерфейса, некоторые разработчики рассматривают JavaBeans, как Plain Old Java Objects, которые следуют определённым правилам именования.

## Примеры
```
// PersonBean.java

public
 
class
 
PersonBean
 
implements
 
java
.
io
.
Serializable
 
{

    
private
 
String
 
name
;

    
private
 
boolean
 
deceased
;

    
public
 
PersonBean
()
 
{

    
}

    
// Методы геттеры (get) и сеттеры (set)

    
public
 
String
 
getName
()
 
{

        
return
 
name
;

    
}

    
public
 
void
 
setName
(
String
 
name
)
 
{

        
this
.
name
 
=
 
name
;

    
}

    
public
 
boolean
 
getDeceased
()
 
{

        
return
 
deceased
;

    
}

    
public
 
void
 
setDeceased
(
boolean
 
deceased
)
 
{

        
this
.
deceased
 
=
 
deceased
;

    
}

    
//Переопределенные методы equals() и hashCode()

    
@Override

    
public
 
boolean
 
equals
(
Object
 
o
)
 
{

        
if
 
(
this
 
==
 
o
)
 
{

            
return
 
true
;

        
}

        
if
 
(
o
 
==
 
null
 
||
 
getClass
()
 
!=
 
o
.
getClass
())
 
{

            
return
 
false
;

        
}

        
PersonBean
 
that
 
=
 
(
PersonBean
)
 
o
;

        
if
 
(
deceased
 
!=
 
that
.
deceased
)
 
{

            
return
 
false
;

        
}

        
return
 
!
(
name
 
!=
 
null
 
?
 
!
name
.
equals
(
that
.
name
)
 
:
 
that
.
name
 
!=
 
null
);

    
}

    
@Override

    
public
 
int
 
hashCode
()
 
{

        
int
 
result
 
=
 
name
 
!=
 
null
 
?
 
name
.
hashCode
()
 
:
 
0
;

        
result
 
=
 
31
 
*
 
result
 
+
 
(
deceased
 
?
 
1
 
:
 
0
);

        
return
 
result
;

    
}

    
//Переопределенный метод toString()

    
@Override

    
public
 
String
 
toString
()
 
{

        
return
 
"PersonBean{"
 
+

                
"name='"
 
+
 
name
 
+
 
'\''
 
+

                
", deceased="
 
+
 
deceased
 
+

                
'}'
;

    
}

}

```

```
// TestPersonBean.java

public
 
class
 
TestPersonBean
 
{

    
public
 
static
 
void
 
main
(
String
[]
 
args
)
 
{

        
PersonBean
 
person
 
=
 
new
 
PersonBean
();

        
person
.
setName
(
"Bob"
);

        
person
.
setDeceased
(
true
);

        
// Результат: "Bob [deceased]"

        
System
.
out
.
print
(
person
.
getName
());

        
System
.
out
.
println
(
person
.
getDeceased
()
 
?
 
" [deceased]"
 
:
 
" [alive]"
);

    
}

}

```